# Janusz Lesław Bartkowicz
Janusz Lesław Bartkowicz (ur. 26 maja 1937 w Tarnowie, zm. 20 maja 2025 w Krakowie) – artysta grafik i rysownik.

## Życie i twórczość
Ukończył studia na Wydziale Architektury Politechniki Krakowskiej. W 1963 debiutował wystawą rysunku w galerii Związku Polskich Artystów Plastyków w Domu Plastyków w Krakowie. Współpracował z Wydawnictwem Arkady.
Stworzył szereg wystaw, plakatów, grafiki książkowej, dekoracji wnętrz. W latach 60. i 70. XX wieku został wyróżniony medalem na Biennale i Triennale Rysunku we Wrocławiu. Jego prace prezentowane były na szeregu wystaw zbiorowych i indywidualnych; w 1997 na wystawie w Nowym Jorku. Poza obrazami tworzonymi „ad hoc", tworzył opisywane jako „dowcipne”, „refleksyjne”, „sarkastyczne” i „apokaliptyczne” rysunki opisujące bieżące wydarzenia, w tym serię Widokówki z Krakowa.
W 2000 otrzymał I nagrodę w kategorii wystawa-poster na VIII Międzynarodowym Biennale Architektury w Krakowie, za pracę w kategorii Przestrzenie otwarte w mieście XXI wieku. Piękno – etyka – ekologia, wykonaną we współpracy z Natalią Bartkowicz. W 2017 otrzymał I nagrodę w kategorii film oraz Grand Prix MBA na Międzynarodowym Biennale Architektury w Krakowie pod hasłem „Podwórze – pole wyobraźni” za film rysunkowy Krakowska sztuka chaosu, zrealizowany we współpracy z Marcinem Koszałką. Jury przyznało nagrodę „za dobrze wyreżyserowaną opowieść nie tylko o przestrzeni publicznej, ale również o jej użytkownikach”. W 2018 jego praca została zakwalifikowana do wystawy Krakowski Salon Sztuki. W grudniu 2022 wystawił swoje rysunki na wystawie Dzielnica 22 w Galerii Architektury Stowarzyszenia Architektów Polskich Oddziału Krakowskiego.
Zmarł 20 maja 2025 w Krakowie. Jego szczątki zostały pochowane 29 maja 2025 na Cmentarzu Rakowickim.

## Album
- Bartkowicz. Kronika nagłych wydarzeń[1]